# Lichenopeltella nigroannulata
Lichenopeltella nigroannulata är en lavart som först beskrevs av J. Webster, och fick sitt nu gällande namn av P.M. Kirk & Minter 2007. Lichenopeltella nigroannulata ingår i släktet Lichenopeltella och familjen Microthyriaceae.   Inga underarter finns listade i Catalogue of Life.
I den svenska databasen Dyntaxa används istället namnet Trichothyrina nigroannulata för samma taxon.  Arten är reproducerande i Sverige.